# سیم‌هاسانا

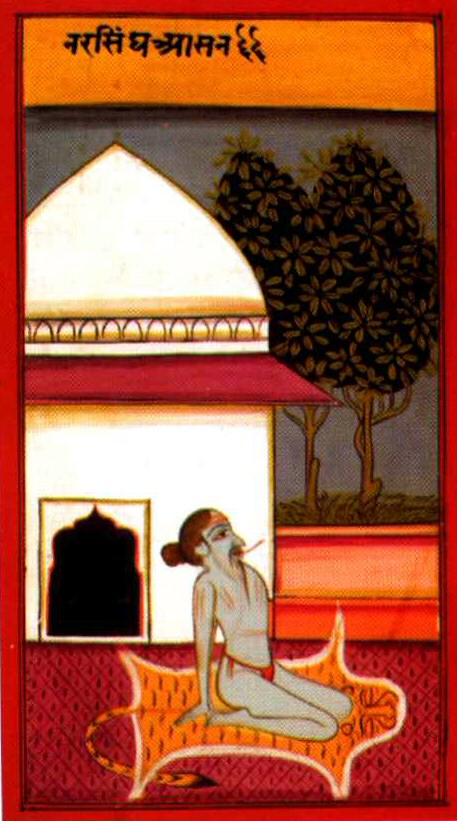
"Narasimhasana" از یک نسخه خطی مصور جوگا پرادیپیکا، ۱۸۳۰

سیم هاسانا (سانسکریت: सिंहासन ; IAST: Siṁhāsana) یا وضعیت شیر یک آسانا در هاتا یوگا و یوگای مدرن به عنوان ورزش است.

## ریشه‌شناسی و ریشه‌ها
این نام از کلمات سانسکریت simha (सिंह) به معنی «شیر» است. همچنین Narasimhasana نامگذاری شده‌است. در سانسکریت नरसिंह Narasimha، آواتار شیر-مرد آمده‌است.

## شرح
قوزک‌های پاها زیر باسن قرار می‌گیرد، قوزک پای راست در سمت چپ و قوزک پای چپ در سمت راست عجان قرار گرفته. کف دست‌ها بر روی زانوها و انگشتان جدا از هم هستند، با دهان باز و ذهن متمرکز به نوک بینی خیره شده.
این حالت را Simhasana I می‌نامد..

## برای مطالعهٔ بیشتر
- صفحه مصور
- آموزش گام به گام